# Altes Rathaus (Bielefeld)

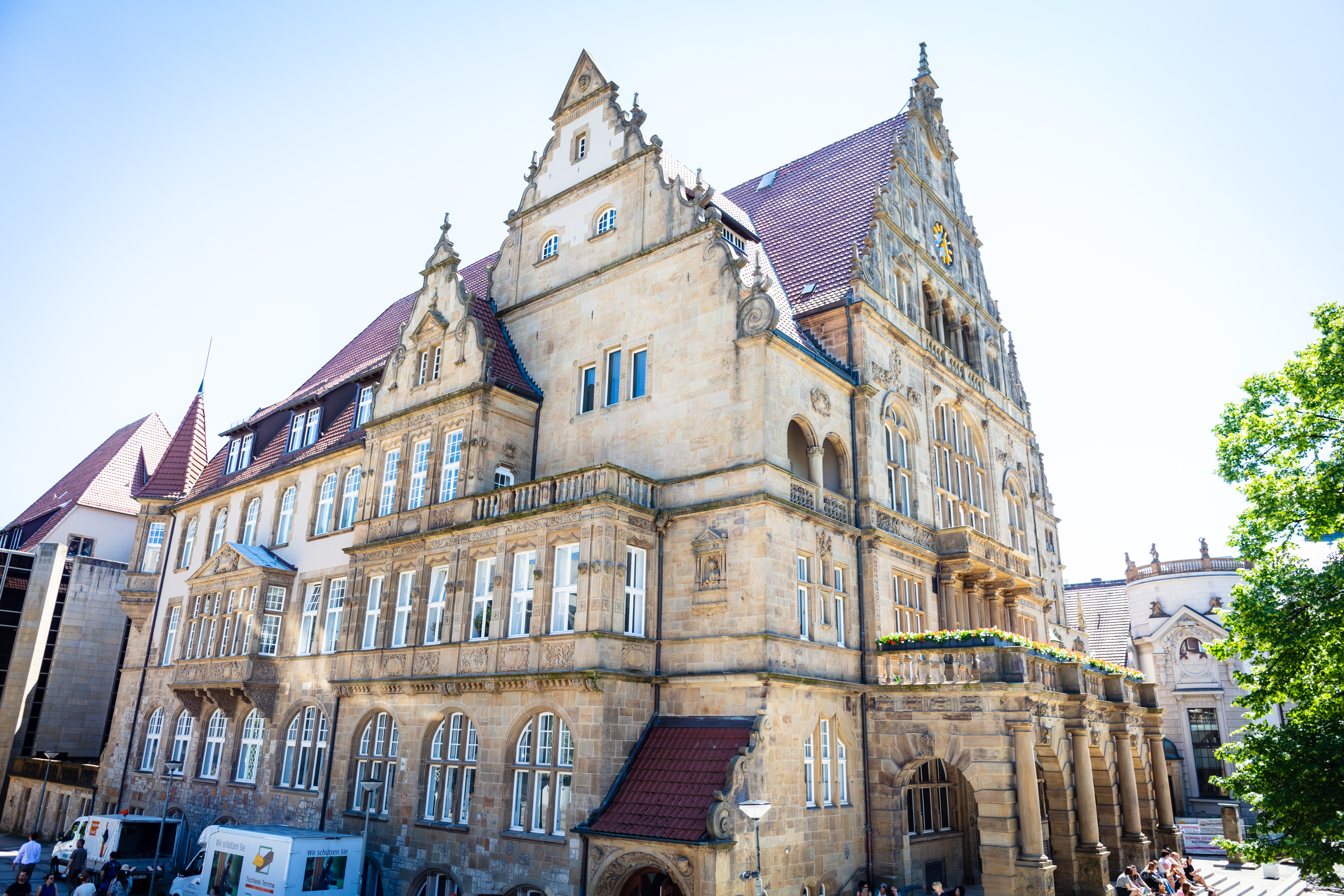
Das Alte Rathaus

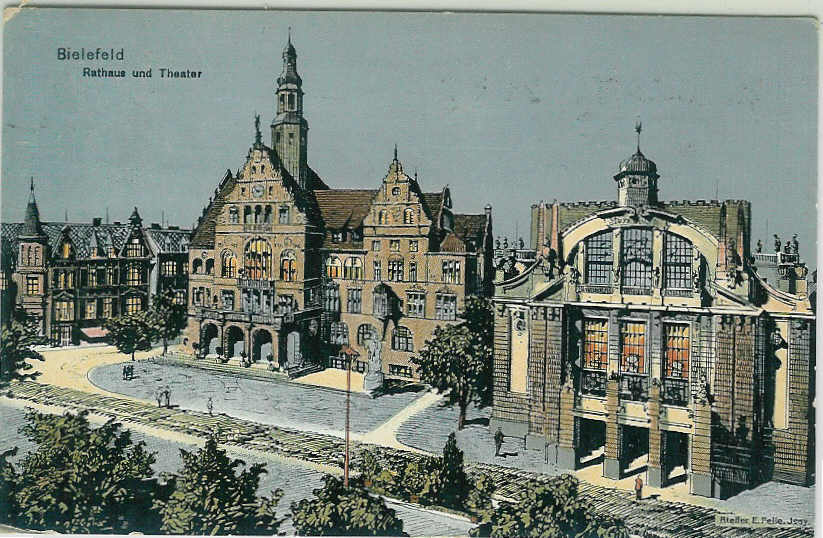
Künstlerkarte von 1910: Links das Rathaus, rechts das Stadttheater

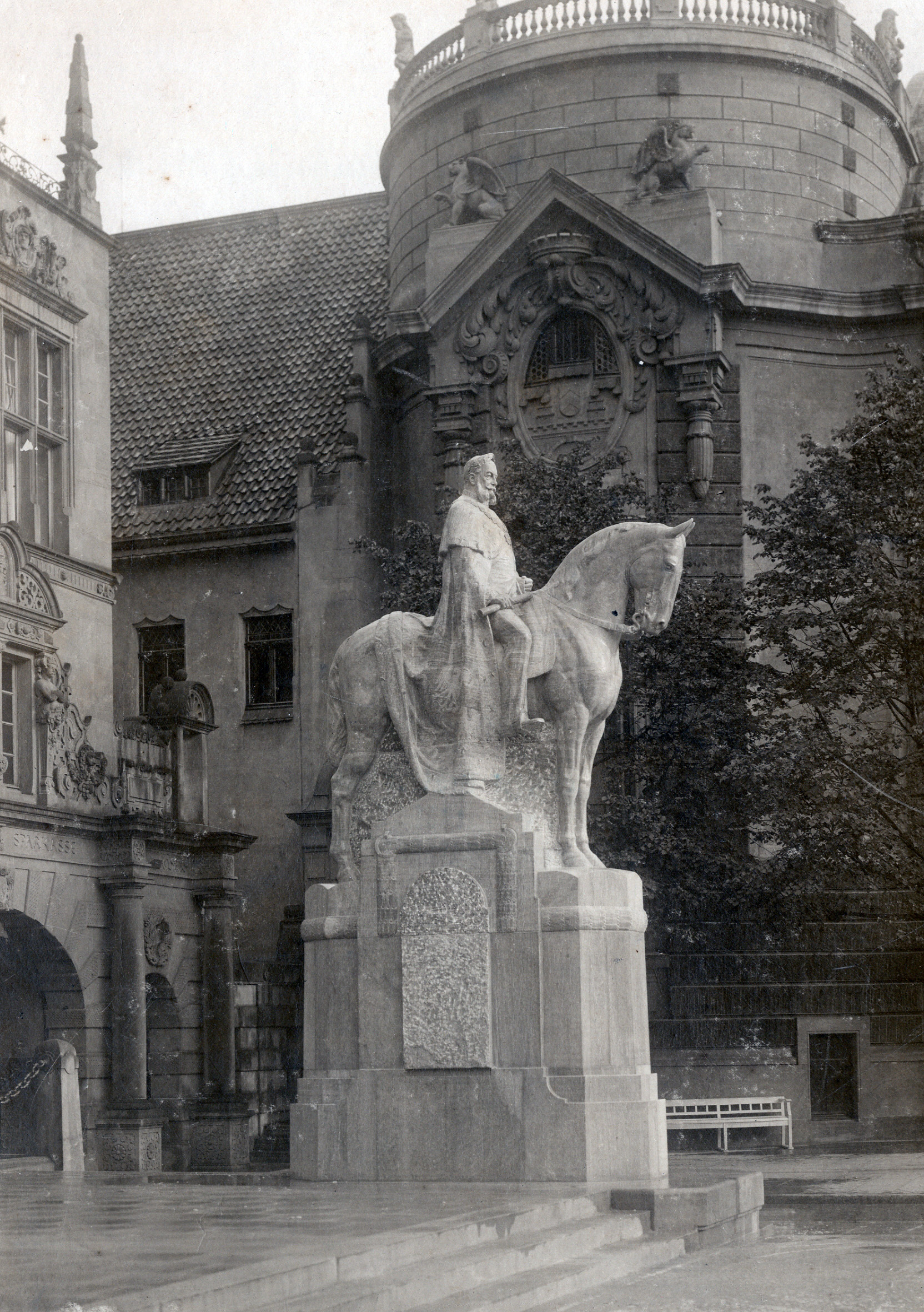
Ehemaliges Reiterstandbild von Wilhelm I. am Rathausplatz, 1908

Als Altes Rathaus wird in der ostwestfälischen Stadt Bielefeld im Stadtbezirk Mitte heute gemeinhin der 1904 erbaute Verwaltungssitz bezeichnet. Das ursprünglich älteste Rathaus der Stadt am Alten Markt wurde nach Kriegsbeschädigungen in den 1950er-Jahren stark verändert wieder aufgebaut und beherbergt heute das Theater am Alten Markt.

## Geschichte
Das erste Rathaus der Bielefelder Altstadt wurde vermutlich bereits im 13. Jahrhundert am Alten Markt errichtet, nach dem Zusammenschluss mit der Neustadt wurde es gemeinsamer Verwaltungssitz. 1821 wurde der Bau vergrößert, Polizei und Justiz fanden nun auch Räume im Rathaus. Durch infolge der Industrialisierung stark steigende Bevölkerungszahlen wurde ein größerer Neubau zunehmend unumgänglich.
Auf dem Grundstück des ehemaligen Krankenhauses am heutigen Niederwall fand am 14. Juni 1902 in Gegenwart des preußischen Oberpräsidenten der Provinz Westfalen Eberhard von der Recke die feierliche Grundsteinlegung des neuen Rathauses statt, das Richtfest konnte am 2. September 1903 zelebriert werden. Nach gut zwei Jahren Bauzeit konnte das neuerbaute Rathaus im Sommer 1904 bezogen werden, zunächst siedelte das Bauamt in das neue Gebäude über, im August 1904 war der Umzug abgeschlossen. Auch die Polizeiverwaltung wurde im Neubau untergebracht, ebenso die Stadtsparkasse.
Eine Brücke verbindet das im selben Jahr fertiggestellte Stadttheater mit dem Rathaus. Am Bauwerk wurden zahlreiche Elemente eines Lehrgebäudes der freimaurerischen Großen National-Mutterloge „Zu den drei Weltkugeln“ angebracht. Mit über 850 Symbolen ist diese Gestaltung in Deutschland einzigartig.
Bei einem Besuch Kaiser Wilhelms II. am 29. August 1907 wurde ein Reiterstandbild Kaiser Wilhelms I. eingeweiht, das aber aufgrund mangelnder Gesteinsqualität bereits 1921 wieder abgerissen werden musste. Heute erinnert ein Mahnmal an die Kriegsgefangenen, die bei Errichtung des neuen Denkmals 1953 noch zu zehntausenden in alliierten Lagern inhaftiert waren.
In der Zeit des Nationalsozialismus wurde das Rathaus um einen unterirdischen Bunker erweitert.
Bei Bombenangriffen auf Bielefeld im Herbst 1944 wurde das Rathaus stark beschädigt. Der Wiederaufbau in den 1950er-Jahren fand im leicht veränderten Maße statt; so wurde der Rathausturm mit einer Miniaturnachbildung des Hermannsdenkmals nicht rekonstruiert.

## Inschriften
Am Giebel des frontseitig rechten Teils steht: 
DIES HAUS STEH FEST IN GOTTES HAND
UND TREU ZU KAISER UND VATERLAND
DEM BÜRGER BIETE ES SCHUTZ UND RAT
IN IHM GELINGE GUTE TAT

## Neues Rathaus

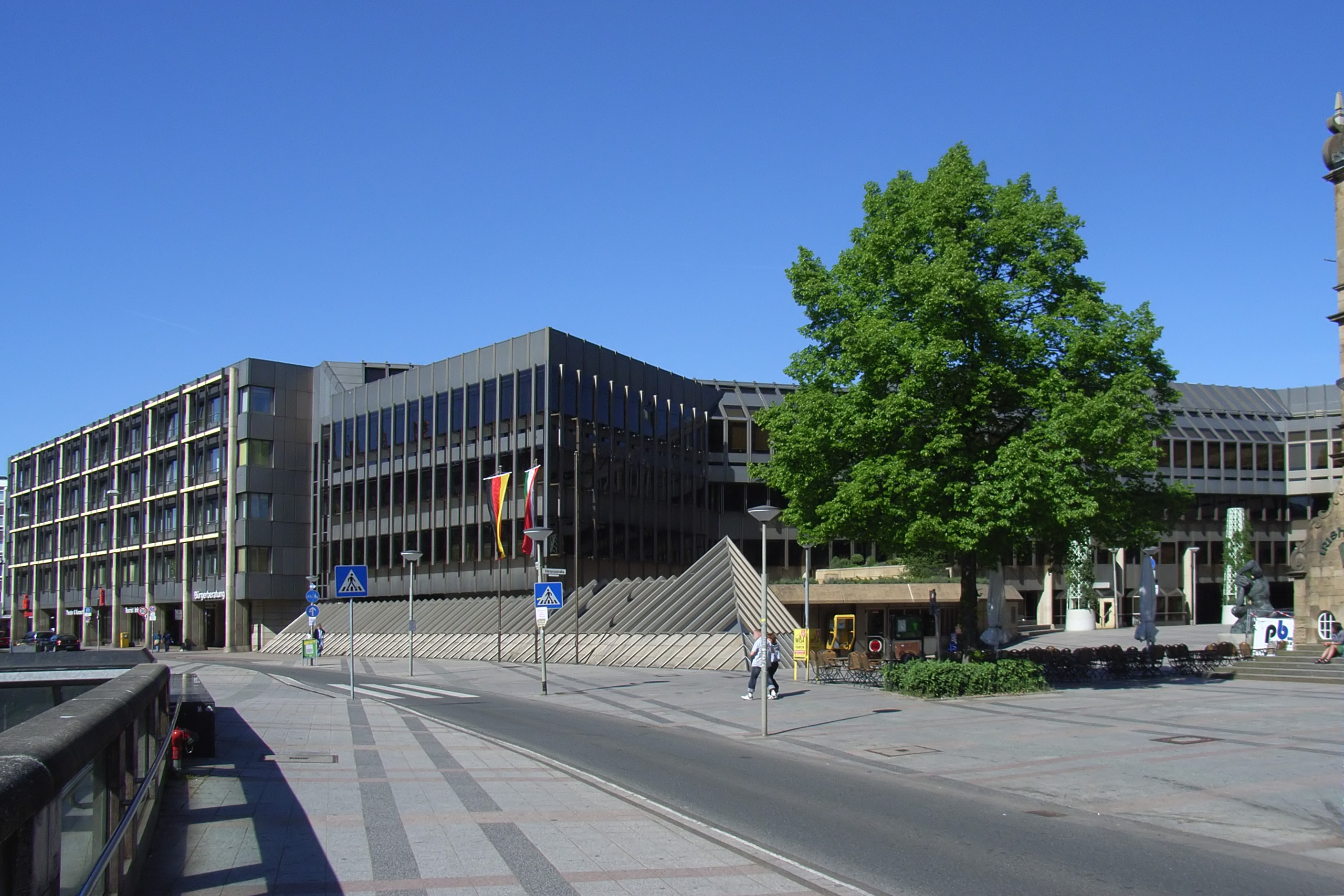
Das Neue Rathaus

Der jüngste Rathausbau wurde in den 1970er Jahren notwendig, nachdem Bielefeld im Rahmen des Bielefeld-Gesetzes seine Einwohnerzahl von 166.000 Einwohnern auf heute rund 330.000 Einwohner fast verdoppelte. Mit dem direkt neben dem Alten Rathaus liegenden Neubau wurde 1979 begonnen, der letzte Bauabschnitt wurde 1988 eröffnet.